# Whitney Houston
Pour les articles homonymes, voir Houston (homonymie).
Whitney Houston [ˈwɪtni ˈhjustən], née le 9 août 1963 à Newark (New Jersey) et morte le 11 février 2012 à Beverly Hills (Californie), est une chanteuse, actrice, productrice de musique et mannequin américaine. Elle débute en tant que mannequin mais est révélée en 1985 par la sortie de son premier album intitulé Whitney Houston. Cet album devient très vite un succès dans son pays et à l'international, porté notamment par la chanson Saving All My Love for You.
Elle enchaîne ensuite les succès tout d'abord en 1987, avec son deuxième album, Whitney, emmené par le titre I Wanna Dance with Somebody (Who Loves Me). Elle débute une première tournée de concerts par la suite. En 1990, paraît son troisième album I'm Your Baby Tonight porté par le single du même nom. En 1992, elle fait ses premiers pas d'actrice dans le film Bodyguard dont elle interprète la bande originale, qui se vend à 45 millions d'exemplaires, ce qui en fait la bande originale la plus vendue grâce notamment à la reprise du single I Will Always Love You. En 1995, elle retrouve un succès similaire pour le film Où sont les hommes ? (1995) où elle chante le single Exhale (Shoop Shoop).  
En 1998, elle revient avec un quatrième album studio dénommé My Love Is Your Love, emmené par le titre du même nom et interprète avec Mariah Carrey When You Believe, la chanson du long métrage d'animation Le Prince d'Égypte.
Après une compilation à succès en 2000 et quelques échecs commerciaux, elle revient en 2009 avec l'album I Look to You. L'opus comprend les deux succès I Look To You et Million Dollar Bill.
Elle est la créatrice en 1989 de l'association caritative « Whitney Houston Foundation for Children », qui a pour but d'aider les enfants sans-abri et dans le besoin à travers le monde.

## Biographie

### Enfance
Fille de John Russel Houston Jr. et Emily Drinkard, choriste rhythm and blues renommée aux États-Unis, et cousine de la chanteuse Dionne Warwick, Whitney Elizabeth Houston grandit dans un environnement musical. Élevée dans la foi chrétienne par ses parents, elle rejoint la chorale de l'église baptiste Nouvel espoir à Newark (New Jersey) à l'âge de cinq ans, où elle apprend également à jouer du piano , avec le souhait de devenir choriste comme sa mère. Elle chante son premier solo à l'âge de onze ans.
Elle se produit professionnellement pour la première fois dès son adolescence, comme choriste de Chaka Khan, Jermaine Jackson, Lou Rawls et des Neville Brothers. Elle apparaît également comme chanteuse principale sur le single de Michael Zager Band, Life's a Party en 1978 ainsi que sur plusieurs chansons de l'album du même nom en tant que chanteuse principale ou choriste. À la même époque, Whitney fait du mannequinat, allant jusqu'à être en couverture de grands magazines américains comme Glamour et Seventeen en 1981.

### Débuts de carrière au sommet
En 1983, Whitney Houston signe un contrat avec Clive Davis, le président de la maison de disques Arista. Deux ans passent avant que ne sorte son premier album. Il s'intitule Whitney Houston, paraît début 1985 et génère trois singles classés numéro un : Saving All My Love for You, How Will I Know et Greatest Love Of All. Cet album connaît alors un succès considérable et passe 14 semaines non consécutives au sommet du classement Billboard 200 de mars à fin juin 1986. En 1999, il est certifié disque diamant avec plus de treize millions d'exemplaires vendus, devenant ainsi la meilleure vente d'un premier album pour un artiste solo. Whitney Houston passe les deux années suivantes en tournée (le Greatest Love Tour) pour la promotion de cet album. L'album est emmené en Europe par les titres Saving All My Love for You et All I Once. 
D'autres succès suivent en 1987 et 1988 : le deuxième album, baptisé simplement Whitney (qui paraît en juin 1987), est, dès sa sortie, en première position du top albums américain — c'est la première fois qu'un tel exploit est réalisé par une artiste féminine. Pas moins de six singles sont extraits de ce disque, dont le hit international I Wanna Dance with Somebody (Who Loves Me), et c'est la première artiste de toute l'histoire à aligner sept numéros un consécutifs au Top 40 américain, battant le record détenu précédemment par les Beatles et les Bee Gees.
En 1988, aux trentièmes Grammy Awards, elle est nommée dans trois catégories, dont celle de l'album de l'année ; elle remporte son second « Grammy » pour la meilleure performance pop d'une chanteuse pour I Wanna Dance With Somebody (Who Loves Me). Après la sortie de l'album, Whitney Houston embarque pour le Moment of Truth World Tour qui sera l'une des dix plus grandes tournées de cette période.
En 1988, elle enregistre un single pour les Jeux olympiques d'été à Séoul, intitulé One Moment in Time, qui atteint le Top 5 aux États-Unis, et le numéro un au Royaume-Uni et en Allemagne. Parallèlement, elle soutient des œuvres de charité, des organisations aidant les enfants et la jeunesse, et des organismes de lutte contre le SIDA.
En 1989, elle fonde la Whitney Houston Foundation for Children Inc., qui apporte son soutien aux enfants sans-abri et malades.
En 1990, paraît son troisième album I'm Your Baby Tonight qui connaît lui aussi un grand succès international, même s'il se vend un peu moins que les deux disques précédents. Il génère néanmoins deux tubes classés numéro un : I'm Your Baby Tonight et All The Man That I Need. Cet album marque également sa première collaboration avec le duo de producteurs L.A. Reid et Babyface qui confère un côté plus Urban-Soul à l'album. Babyface devient son auteur-compositeur-producteur favori : on le retrouve dans la plupart de ses futurs projets et dans tous ses albums.
Ses débuts la placent donc immédiatement au sommet, rejoignant d'autres artistes américains de la même époque qui connaissent eux aussi un succès considérable, comme Michael Jackson, Madonna ou Prince. Et les années qui suivent réservent encore à l'artiste d'autres moments de gloire.

### Consécration
Durant les années 1990, Whitney Houston sort moins de disques que dans les années 1980. Sa carrière et sa vie sont cependant très actives : elle se tourne vers le cinéma et la musique de bande originale.
Son premier film Bodyguard (1992) avec Kevin Costner, engendre un chiffre d'affaires de plus de 410 millions de dollars au box-office. La bande originale de Bodyguard devient la musique de film la plus vendue dans le monde avec plus de 44 millions d'exemplaires, notamment grâce à la célèbre chanson I Will Always Love You (écrite et d'abord interprétée par Dolly Parton), qui devient l'un des plus grands hits de Whitney, se classant no 1 un peu partout dans le monde en 1992-1993. D'autres extraits de cette bande originale, tels I'm Every Woman et I Have Nothing, deviennent également des tubes internationaux atteignant le Top 10 dans de nombreux pays. Whitney Houston connaît ainsi la consécration alors qu'elle n'a pas encore 30 ans.
En 1995, sur sa lancée, elle joue dans Où sont les hommes ? (Waiting to Exhale), qui est un succès aux États-Unis tout comme la bande musicale originale, entièrement composée et produite par Babyface et qui comporte trois nouvelles chansons. Le troisième film La Femme du pasteur (The Preacher's Wife) (1996), comédie romantique, n'a pas le même succès. Mais la bande originale du film devient l'album de gospel le plus vendus de l'histoire avec environ 6 millions d'exemplaires. Cet album comporte quinze nouvelles chansons dont quatorze écrites par Whitney ; plusieurs tubes en seront tirés dont Step by Step. En 1997, elle interprète, aux côtés de Brandy et Whoopi Goldberg, le rôle de la fée-marraine dans le téléfilm La Légende de Cendrillon, dont elle est l'une des productrices.
Sa carrière musicale se poursuit avec la sortie de My Love Is Your Love en novembre 1998. C'est son premier album depuis huit ans : depuis 1990, Whitney Houston n'a enregistré que des chansons pour bandes originales de films. On y découvre un son différent, avec des titres écrits et produits par des musiciens produisant le son du moment : Rodney Jerkins, Babyface, Missy Elliott, Lauryn Hill, Wyclef Jean, Jerry Duplessis, Soulshock & Karlin. D'autres chansons de cet album correspondent à un style plus habituel (les balades de Diane Warren et David Foster). L'album est un succès, il produit cinq tubes (When You Believe — duo avec Mariah Carey —, Heartbreak Hotel, It's Not Right but It's Okay, My Love Is Your Love et I Learned from the Best), et se vend à l'époque à plus de treize millions d'exemplaires à travers le monde. Le titre When You Believe qu'elle interprète en duo avec Mariah Carey, extrait de la bande originale du long métrage d'animation Le Prince d'Égypte du studio DreamWorks, est un succès et remporte même l'Oscar de la meilleure chanson de film à la 71e cérémonie des Oscars en février 1999.
En 1999, elle apparaît aux côtés de Brandy, Cher, Tina Turner, Mary J. Blige et Leann Rimes, lors du concert caritatif Divas Live 1999.
En 2000, Whitney Houston sort sa première compilation en deux disques sous le titre Whitney, The Greatest Hits. Cet opus comprend ses plus grands tubes dont If I Told You That qu'elle reprend en duo avec George Michael, et des inédits tels que Could I Have This Kiss Forever en duo avec Enrique Iglesias, Same Script, Different Cast en duo avec Deborah Cox ou encore Fine. La compilation est un succès international et se vend à 10 millions d'exemplaires dans le monde. Elle sera suivie en 2001 d'une nouvelle compilation intitulée Love, Whitney (une compilation de ses plus belles ballades).

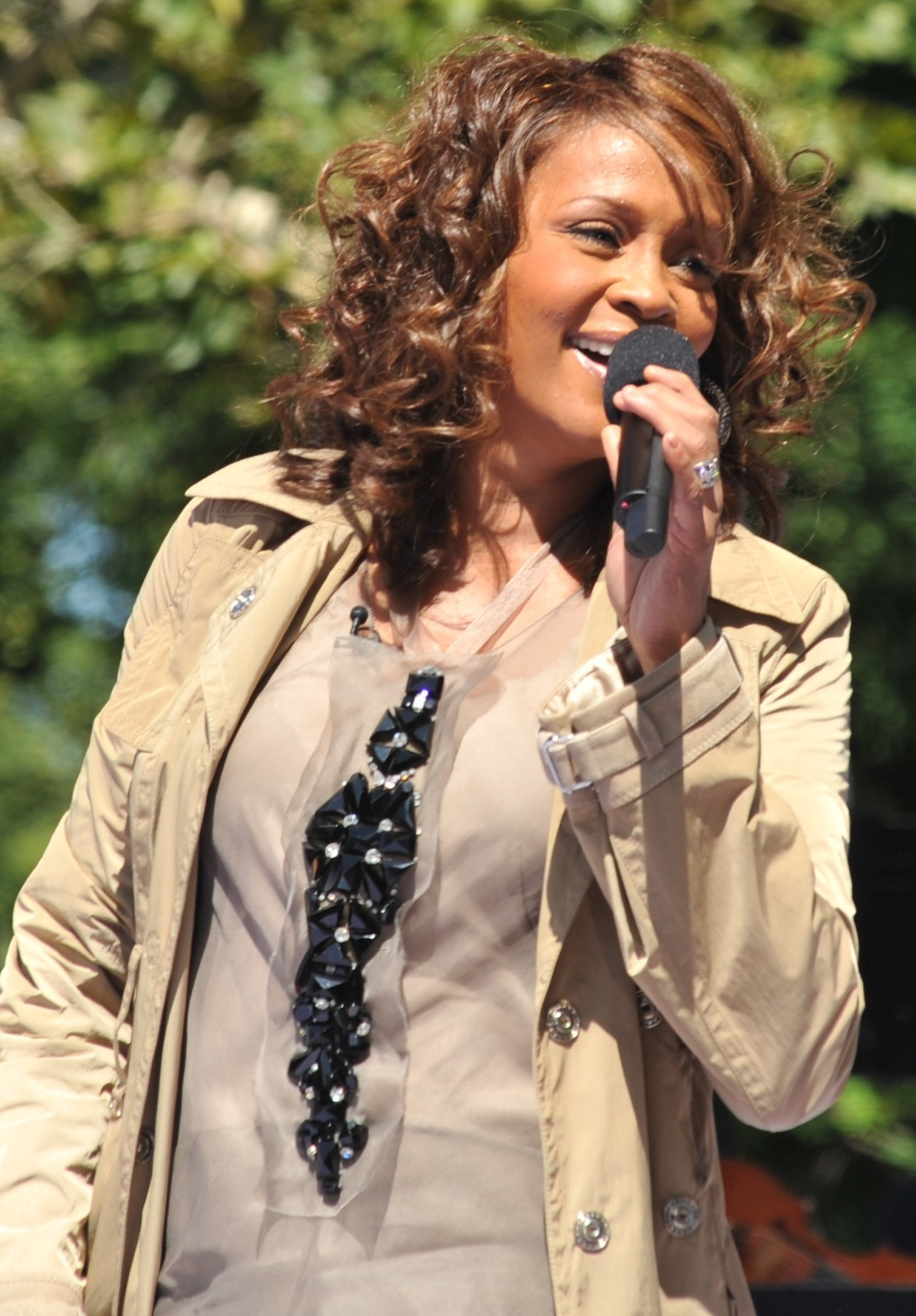
Whitney Houston en 2009

### Déclin progressif
En septembre 2001, elle participe au concert des trente ans de carrière solo de Michael Jackson où elle interprète Wanna Be Startin' Somethin' avec Usher et Mýa. Sa silhouette amaigrie inquiète les fans de l'artiste et la presse. Elle sera, quelque temps après, l'invitée d'une émission de télévision américaine où elle tentera de s'expliquer sur sa situation.
En 2002, elle apparaît aux côtés de Céline Dion, Cher, Shakira, Anastacia et Dixie Chicks, pour le concert caritatif Divas Live : Las Vegas. En novembre de cette année, paraît son nouvel album studio intitulé Just Whitney accompagné de plusieurs singles, et contenant 11 chansons dont Whatchulookinat — contraction de What Are You Looking At? (« Qu'est-ce que tu regardes ? ») — et son remix de P. Diddy qu'elle interprète en featuring avec celui-ci. L'album ne connaît qu'un succès modéré.
En 2003, elle collabore au concert caritatif Divas Live : Divas Duets, aux côtés de Beyoncé, Chaka Khan, Mary J. Blige, Céline Dion et Shania Twain. À la fin de l'année 2003, la chanteuse sort son sixième album, One Wish: The Holiday Album, un disque ayant pour thème Noël (une première pour l'artiste), qui aura moins de succès.
En 2006, elle annonce l'enregistrement d'un nouvel album (produit par Clive Davis, son ancien mentor), le premier depuis trois ans, qui doit marquer son grand retour sur le devant de la scène. Mais elle a perdu sa voix et, après quelques concerts catastrophiques, ce retour est annulé. En 2007, Sony Music sort en Europe la compilation The Ultimate Collection, comprenant les plus grands hits de sa carrière ainsi qu'un DVD de vidéoclips. Dans un même temps, le titre It Isn't, It Wasn't, It Ain't Never Gonna Be, interprété avec Aretha Franklin en 1989, est inclus dans la compilation Jewels In The Crown : All-Star Duets With The Queen d'Aretha Franklin,.

### Retour éphémère au succès
Elle suit un entraînement intensif en vue d'un nouveau retour musical pour l'été 2009, avec la promotion de son album I Look to You. Peu avant la sortie de son album, elle se produit dans un concert lors de l’émission Good Morning America, où elle n'arrive pas à assurer vocalement l'ensemble de sa prestation. Ayant échoué à chanter ce qui était prévu à l'émission Good Morning America, la voix abîmée, ses efforts par la suite ne parviennent pas à éviter de mauvaises prestations sur scène, avec en plus huit concerts annulés et trois reportés.
Prise par des problèmes d'ordre privé, Whitney Houston ne publiera son nouvel album studio I Look to You, orienté RnB, que plusieurs années plus tard, le 31 août 2009. Le premier single extrait est I Look to You. Le deuxième single sera Million Dollar Bill (écrit par Alicia Keys). Dès la première semaine, l'album se classe no 1 au prestigieux Billboard 200 avec 464 000 albums vendus, ce qui n'était plus arrivé depuis 16 ans. L'album est également en tête un peu partout en Europe.
Une interview avec Oprah Winfrey est enregistrée, courant septembre 2009. Durant celle-ci, elle interprète un morceau de son nouvel album I Didn't Know My Own Strength (écrit par Diane Warren).
En novembre 2009, elle se voit remettre le prix de la meilleure artiste internationale, lors des American Music Awards. Une distinction seulement décernée aux artistes dont le rang de superstar est reconnu mondialement. C'est donc la deuxième artiste féminine de l'histoire des AMA, après Beyoncé, à avoir reçu ce prix. En décembre 2009, elle entame une tournée mondiale Nothing But Love à travers l'Europe, l'Asie et l'Australie. Après un concert approximatif en Australie, la presse se déchaîne. Concert après concert, elle fait l'objet de mauvaises critiques au sujet de ses prestations vocales. 
Souffrant d'infection des cordes vocales, elle est admise à l'hôpital américain de Neuilly-sur-Seine le 7 avril 2010. En 2010, une réédition de son premier album Whitney Houston, The Deluxe Anniversary, comprenant de nombreux titres bonus et un DVD, sort dans les bacs. Début 2011, paraît une compilation nommée The Essential Whitney Houston. Le 23 septembre 2011, Whitney Houston confirme sa présence dans le film Sparkle. Elle doit être la productrice exécutive sur ce film, avec un scénario de Mara Brock Akil (en) et réalisé par Salim Akil, pour y interpréter le rôle d'une chanteuse de gospel et mère des trois membres des Supremes. Le tournage prend fin en novembre 2011 et le film sortira aux États-Unis le 10 août 2012.

### Projets inachevés
Après la parution en 2010 du livre de Terry McMillan, qui n'est autre que la suite du best-seller Où sont les hommes ? paru en 1992, Whitney Houston est pressentie pour reprendre son rôle de Savannah Jackson dans l'adaptation cinématographique du livre aux côtés d'Angela Bassett, Lela Rochon et Loretta Devine. Bien que ces dernières aient déjà signé pour le film, la participation de Whitney Houston reste incertaine, aucune annonce officielle n'ayant été faite.

### Décès
Le 11 février 2012 dans l'après-midi, Whitney Houston est retrouvée inanimée par ses gardes du corps, dans la baignoire de la suite 434 du Beverly Hills Hilton Hotel à Beverly Hills en Californie, où elle séjournait,,. Des médicaments sont retrouvés auprès d'elle et sa mort est confirmée peu après l'arrivée des ambulanciers. Des membres du personnel de sécurité de l'hôtel auraient vainement tenté de la ranimer, avant l'arrivée des secours.
Âgée de 48 ans, la chanteuse devait figurer le soir même parmi les invités du gala du producteur Clive Davis, soirée qui précédait la 54e cérémonie des Grammy Awards du 12 février. La star s'était d'ailleurs rendue aux répétitions du spectacle le 9 février où elle avait effectué sa dernière prestation publique en rejoignant Kelly Price sur scène en chantant Jesus Loves Me. Au début de ce gala, le rappeur LL Cool J déclare : « Aujourd'hui, on se demande comment faire face à un jour pareil ! À mon avis, la chose la plus adéquate à faire serait de commencer par une prière pour notre sœur Whitney Houston ». Il  enchaîne ensuite avec une prière qui émeut toute la salle.
Pour sa part, Jennifer Hudson rend hommage à Whitney Houston en interprétant I Will Always Love You, terminant sa prestation en chantant : « Whitney, we love you! » (« Whitney, nous t'aimons ! »). Le rapport médical révélera qu'une noyade, provoquée par une maladie cardiovasculaire et la cocaïne, est à l'origine de sa mort. Sa fortune est estimée lors de sa mort à vingt millions de dollars, il est prouvé que Whitney est morte en grande partie à cause de son mari Bobby Brown qui l'a incitée à se droguer, puis elle n'a pas pu arrêter. Trois ans après la mort de Whitney, sa fille, ne parvenant pas à se remettre de la mort de sa mère, meurt à son tour dans des circonstances identiques.

#### Obsèques
Un service commémoratif a eu lieu le 18 février 2012, dans son église d'enfance, l'église baptiste Nouvel espoir à Newark (New Jersey) . Parmi les personnalités présentes, on remarque la présence de sa cousine Dionne Warwick, maîtresse de cérémonie, d'Alicia Keys, de Stevie Wonder et de Kevin Costner. La famille souhaitant une cérémonie privée, une seule caméra est autorisée à filmer l'intégralité des obsèques placées sous le signe du gospel. Les proches de la diva lui rendent un ultime hommage durant près de quatre heures. Stevie Wonder interprète une version réécrite de Ribbon in the Sky et Love's in Need of Love Today, R. Kelly chante I Look to You et Alicia Keys interprète Send Me an Angel. À la fin de la cérémonie, le cercueil de la chanteuse quitte l'église sur la I Will Always Love You de Whitney Houston elle-même, suivi par sa mère, Cissy et sa fille Bobbi Kristina.
Elle est inhumée le lendemain dans la plus stricte intimité. Whitney Houston repose auprès de son père au Fairview Cemetery de Westfield (New Jersey),.

#### Hommages
En 2019, un projet de tournée sous forme d'hologramme est par ailleurs annoncée pour 2020. En juin de la même année, le DJ norvégien Kygo remixe la chanson Higher Love de Steve Winwood qui était présente sur l'édition japonaise de l'album I'm Your Baby Tonight de la chanteuse.

## Vie personnelle
Dans Whitney, le documentaire qu’il réalise en 2018, Kevin Macdonald révèle que la jeune Whitney Houston et son grand frère auraient été abusés sexuellement quand ils étaient enfants, par leur cousine et chanteuse Dee Dee Warwick, la sœur de Dionne Warwick. C’est ce qui expliquerait ses problèmes de drogue, sur l’initiative de son frère alors qu'elle était encore mineure.
En 1980, elle rencontre Robyn Crawford (en) qui deviendra son assistante. Les deux adolescentes sont amies, mais sur la base de rumeurs, des tabloïds prétendront qu'elles auraient entretenu une liaison qui aurait duré plusieurs années. L'entourage de la chanteuse, et plus particulièrement sa mère, chrétienne pratiquante, n'acceptent pas cette relation supposée lesbienne par la presse à scandale. En 1983, Whitney signe avec Arista Records pour effectuer ses premiers enregistrements. En 2019, Crawford prétend dans ses mémoires, A Song for You : My Life with Whitney Houston, que leur relation précoce comprenait une activité sexuelle, mais s'est arrêtée avant que Houston ne signe son contrat d'enregistrement avec Arista Records. Cependant, Whitney soutient que leur relation est amicale et que Robyn est « la sœur qu'elle n'a jamais eue ». Crawford est restée une amie proche et une employée de Houston jusqu'en 2000.
Durant les années 1980, Houston a des relations amoureuses avec Jermaine Jackson , la star du football américain Randall Cunningham, le restaurateur Brad Johnson et l'acteur Eddie Murphy.
En 1989, elle s'éprend du chanteur de new jack swing Bobby Brown, du groupe New Edition. En 1990, elle s'installe dans une villa à Mendham, ville résidentielle du New Jersey. Le 18 juillet 1992, ils se marient devant près de huit cents invités. Elle reconnaît plus tard l'avoir fait pour de mauvaises raisons. Elle collabore avec son mari sur plusieurs chansons dont Something in Common. Brown a par la suite des démêlés avec la justice pour conduite en état d'ivresse, possession de drogue et coups et blessures. Il fait même quelques séjours en prison. Déjà père de trois enfants, nés de deux précédentes relations, il a une fille avec Whitney, Bobbi Kristina Brown le 4 mars 1993,. Houston a également fait plusieurs fausses couches, une pendant le tournage de The Bodyguard, une en juillet 1994 et une autre en décembre 1996.
En janvier de l'année 2000, elle est arrêtée à l'Aéroport international de Kona sur l'île d'Hawaï en possession de marijuana. Elle est incapable d'assister à une remise de prix aux Oscars. C'est son mari, Bobby Brown, qui consomme de la marijuana, entre autres substances stupéfiantes. La prestation qu'aurait dû effectuer Whitney aux Oscars est réalisée par Faith Hill. Les charges retenues contre elle ont toutefois été abandonnées contre un don de 3 000 dollars à un programme antidrogue destiné aux jeunes d'Hawaï.
La relation particulièrement instable et violente que Whitney vit avec son mari, Bobby, qui a en outre reconnu plusieurs adultères, la fait plonger dans la dépendance à la drogue, ainsi que dans toute une série de scandales médiatiques. En septembre 2006, elle décide de divorcer . La chanteuse perd sa résidence d'Atlanta, saisie par l'administration fiscale américaine en novembre 2006 pour non-paiement d'une dette d’un million quatre cent mille dollars. Elle conserve tout de même sa grande résidence de Mendham dans le New-Jersey. Bobby Brown, alors âgé de 38 ans, est arrêté en février 2007 pour un arriéré de paiement de la pension alimentaire de ses deux enfants nés de précédentes unions. Le divorce, prononcé le 24 avril 2007 après quatorze ans de vie commune, entraîne la vente des biens qu’ils possèdent en commun.

## Voix
Whitney Houston a un grand contrôle du souffle et des nuances, une voix très endurante et un belting puissant et « retentissant » sur toute la tessiture de sa voix. Selon l'entraîneur vocal Ron Anderson : « Elle a eu des problèmes dans le registre inférieur. Mais elle savait rester légère et ajouter les harmoniques en allant dans la partie basse de la voix et apporter la beauté à travers le registre supérieur. […] Personne ne peut rivaliser avec son changement de registre. Elle avait des aigus fabuleux. Elle les faisait sans effort la plupart du temps. Et même si parfois, elle forçait, c'était encore beau. […] Son contrôle du souffle vient sûrement du chant à l'église. Sa compréhension de comment elle peut déplacer son étendue vocale à travers le médium. Et quand elle voulait vraiment y aller, tout ce qu'elle avait à faire était d'ouvrir l'espace dans la gorge et elle partait. C'est de là qu'elle tient sa puissance. Greatest Love Of All est par exemple une chanson très difficile et elle l'exécutait parfaitement. Chaque gamme d'étendue vocale était impressionnante et émouvante ».
Elle orne la ligne vocale avec virtuosité, en faisant des glissandos rapides, des arpèges, des gammes ascendantes et descendantes, ainsi que des portandos et des piqués très rapides, avec précision et aisance. Sa voix est d'une très grande agilité, ce qui lui permet de faire des mélismes très rapides, tout en conservant justesse, dynamisme et plénitude et de passer d'un registre à l'autre sans difficulté. Elle a aussi une grande musicalité. Elle se sert des mélismes pour embellir la textualité et communiquer le flot d'idées musicales, « expire » les paroles pour les animer et mieux les exprimer, utilise de nombreux volumes pour mettre en évidence les périodes de climax et de résolution, possède un sens du rythme sans faille, l'oreille pour l'harmonie pour mettre en valeur la mélodie et le flot d'idées musicales et est très douée pour l'improvisation.

## Discographie
En 2009, Whitney Houston a vendu plus de 220 millions d'albums et de singles à travers le monde.

### Albums studio
- 1985 : Whitney Houston
- 1987 : Whitney
- 1990 : I'm Your Baby Tonight
- 1998 : My Love Is Your Love
- 2002 : Just Whitney
- 2003 : One Wish: The Holiday Album
- 2009 : I Look to You

### Bandes originales
- 1985 : Perfect : Original Soundtrack Album (dans les chœurs du titre Shock me, interprété par Jermaine Jackson)
- 1992 : The Bodyguard : Original Soundtrack Album
- 1995 : Waiting to Exhale: Original Soundtrack Album
- 1996 : The Preacher's Wife: Original Soundtrack Album
- 2012 : Sparkle : Original Soundtrack Album

### Compilations et albums live
- 2000 : Whitney: The Greatest Hits
- 2007 : The Ultimate Collection
- 2010 : The Essential Whitney Houston
- 2012 : I Will Always Love You: The Best of Whitney Houston
- 2014 : Whitney Houston Live: Her Greatest Performances
- 2024 : The Concert for a New South Africa (Durban) (Concert enregistré à Kings Park Stadium le 8 novembre 1994)

### Singles
- 1984 : Hold Me (en duo avec Teddy Pendergrass)
- 1985 : All at Once
- 1985 : You Give Good Love
- 1985 : Saving All My Love for You
- 1986 : How Will I Know
- 1986 : The Greatest Love of All
- 1987 : I Wanna Dance with Somebody (Who Loves Me)
- 1987 : Didn't We Almost Have It All
- 1988 : Where Do Broken Hearts Go
- 1988 : So Emotional
- 1988 : One Moment in Time
- 1988 : Love Will Save the Day (en)
- 1989 : It Isn't, It Wasn't, It Ain't Never Gonna Be (en) (Aretha Franklin en duo avec Whitney Houston)
- 1990 : I'm Your Baby Tonight
- 1991 : My Name Is Not Susan (en)
- 1991 : Miracle
- 1991 : All the Man That I Need
- 1991 : I Belong to You (en)
- 1992 : I Will Always Love You
- 1992 : I'm Every Woman
- 1993 : I Have Nothing
- 1993 : Queen of the Night
- 1993 : Run to You
- 1995 : Exhale (Shoop Shoop)
- 1995 : Why Does It Hurt So Bad
- 1997 : Step by Step (en)
- 1997 : My Heart Is Calling
- 1998 : When You Believe (bande originale du film Le Prince d'Égypte) (en duo avec Mariah Carey)
- 1998 : Heartbreak Hotel (feat. Faith Evans & Kelly Price)
- 1999 : My Love Is Your Love
- 1999 : It's Not Right but It's Okay
- 2000 : I Learned from the Best
- 2000 : Could I Have This Kiss Forever (en duo avec Enrique Iglesias)
- 2000 : If I Told You That (en duo avec George Michael)
- 2000 : Same Script, Different Cast (en duo avec Deborah Cox)
- 2000 : Fine (en)
- 2001 : The Star-Spangled Banner
- 2002 : Whatchulookinat
- 2003 : Try It on My Own
- 2003 : One of Those Days
- 2003 : Love That Man (en)
- 2009 : I Look to You
- 2009 : Million Dollar Bill (en)
- 2009 : I Didn't Know My Own Strength (en)
- 2009 : Nothin' but Love
- 2012 : Celebrate (en) (bande originale du film Sparkle) (en duo avec Jordin Sparks)
- 2012 : His Eye Is on the Sparrow (en) (bande originale du film Sparkle)
- 2012 : I Look to You (en duo avec R. Kelly)
- 2019 : Higher Love (en duo avec Kygo)

## Filmographie

### En tant qu'actrice
- 1992 : The Bodyguard : Rachel Marron
- 1995 : Où sont les hommes ? (Waiting to Exhale) : Savannah Jackson
- 1996 : La Femme du pasteur (The Preacher's Wife) : Julia Biggs
- 1997 : La Légende de Cendrillon : la marraine la bonne fée
- 2012 : Sparkle : Emma

### En tant que productrice

#### Longs métrages
- 1997 : La Légende de Cendrillon
- 2001 : Princesse malgré elle
- 2006 : Un mariage de princesse
- 2012 : Sparkle

#### Téléfilms
- 2003 : Les Cheetah Girls
- 2006 : Les Cheetah Girls 2

## Distinctions
- Liste des récompenses et nominations reçues par Whitney Houston (en)

En 2012, elle est l'une des artistes les plus récompensées de l'histoire.

### Doctorats honoris causa
- 1988 : Docteur en  lettres humaines de l'Université d'État de Grambling pour sa contribution aux arts à travers la musique [69]